# Devetnajsta egipčanska dinastija
Devetnajsta egipčanska dinastija je bila druga dinastija, ki je vladala v Novem egipčanskem kraljestvu od 1292 do 1189 pr. n. št. Obdobje Devetnajste dinastije in njene naslednice Dvajsete dinastije se šteje za tako imenovano ramzeško obdobje. Dinastijo je ustanovil Ramzes I., vezir faraona Horemheba, ki je umrl brez moškega naslednika. 

## Zgodovina

### Ozadje
Vojaški vladarji iz zgodnje tebanske Osemnajste dinastije so mejili na šibka kraljestva, zato so zlahka širili svoje kraljestvo in vpliv na njihova ozemlja. Proti koncu dinastije se je mednarodno politično stanje radikalno spremenilo. Hetiti so postopoma razširili svoj vpliv na Sirijo in Kanaan in postali glavna sila na Bližnjem vzhodu, s katero sta se morala kasneje soočiti Seti I. in njegov sin Ramzes II.

### Devetnajsta dinastija

#### Seti I. in Ramzes II.
Novo egipčansko kraljestvo je pod Setijem I. in Ramzesom II. doseglo svoj višek. Ramzes II. se je odločno vojskoval z Libijci in Hetiti. Mesto Kadeš v sedanji Siriji je prvi osvojil Seti I. in ga z neuradnim mirovnim sporazumom s Hetiti odstopil Muvataliju II. Ramzes II. je v petem letu svojega vladanja poskušal stanje spremeniti. Leta 1274 pr. n. št. je napadel Kadeš in padel v prvo zgodovinsko dokazano zasedo, iz katere se je rešil s posredovanjem zaveznikov in izid bitke obrnil v svoj prid. V osmem in devetem letu vladanja je izkoristil hetitske notranje spore in napadel njihove sirske posesti. Osvojil je Kadeš in dele južne Sirije in prodrl vse do Tunipa, v katerem že 120 let niso videli egipčanskega vojaka. Nazadnje je spoznal, da je pohod proti Hetitom prevelik finančni in vojaški zalogaj. V 21. letu vladanja je sklenil prvi dokumentirani mirovni sporazum s hetitskim kraljem Hatušilijem III. Po sklenitvi sporazuma so se odnosi med kraljestvoma znatno izboljšali. Ramzes II. se je celo poročil z dvema hetitskima princesama, prvič po svojem drugem Sed festivalu.

### Merneptah
Po smrti faraona Merneptaha so se njegovi nasledniki spopadli za nasledstvo in moč dinastije je začela pojemati. Amenmes si je domnevno prisvojil prestol, ki je uradno pripadal Merneptahovemu sinu in nasledniku Setiju II., vendar je vladal samo štiri leta. Po njegovi smrti je prišel na oblast Seti in uničil večino Amenmesovih spomenikov. Setijev komornik Baj, ki je bil sprva samo dvorni pisar, je kmalu postal najmočnejši mož v državi in dobil nezaslišan privilegij, da je v Dolini kraljev zgradil svojo grobnico (KV17). Baj in Setijeva glavna žena Tausret sta imela v egipčanskem izročilu zlovešč sloves. Po Siptahovi smrti je Tausret vladala še dve leti in se izkazala za nesposobno obdržati se na oblasti v spletkah in zarotah na egipčanskem dvoru. Tausret so verjetno odstavili v uporu pod vodstvom  Setnahta, ustanovitelja Dvajsete dinastije.

## Faraoni Devetnajste dinastije
Faraoni Devetnajste dinastije so vladali približno 110 let od okoli 1292 pr. n. št. do okoli 1187 pr. n. št. Več faraonov iz te dinastije je bilo pokopanih v Dolini kraljev (KV) v Tebah. Več podatkov o tem je na spletni strani Theban Mapping Project.
| Faraon     | Image | Prestolno ime / Prenomen                      | Vladal               | Pokopan | Žena/žene                                                                   | Komentar |
| ---------- | ----- | --------------------------------------------- | -------------------- | ------- | --------------------------------------------------------------------------- | -------- |
| Ramzes I.  |       | Menpehtire                                    | 1292–1290 pr. n. št. | KV16    | kraljica Sitre                                                              |          |
| Seti I.    |       | Menmaatre                                     | 1290–1279 pr. n. št. | KV17    | kraljica Tuja                                                               |          |
| Ramzes II. |       | Usermaatre Setepenre                          | 1279–1213 pr. n. št. | KV7     | Nefertari Isetnofret Maathorneferure Meritamen Bintanat Nebettaui Henutmire |          |
| Merneptah  |       | Baenre Merinečeru                             | 1213–1203 pr. n. št. | KV8     | Isetnofret II.                                                              |          |
| Seti II.   |       | Userkeperure Setepenre                        | 1203–1197 pr. n. št. | KV15    | Tausret Takhat Tiaa                                                         |          |
| Amenmes    |       | Menmire Setepenre                             | 1201–1198 pr. n. št. | KV10    | ni znano                                                                    |          |
| Siptah     |       | Sekaienre Meriamun, kasneje Akhenre Setepenre | 1197–1191 pr. n. št. | KV47    | ni znano                                                                    |          |
| Tausret    |       | Sitre Meriamun                                | 1191–1189 pr. n. št. | KV14    | neporočen                                                                   |          |

## Galerija
- Seti I.
- Ramzes II.